# Vladimiro Bernstein
Vladimiro Bernstein (San Pietroburgo, 13 luglio 1900 – Milano, 23 gennaio 1936) è stato un matematico russo naturalizzato italiano.

## Biografia
Fuggì nel 1919 dalla Russia verso la Finlandia e si trasferì quindi in Inghilterra. Si laureò in Scienze matematiche all'Università della Sorbona a Parigi. Insegnò all'Università di Ginevra. Nel 1931 si trasferì in Italia e insegnò Analisi all'Università degli Studi di Milano. Morì in seguito alle conseguenze delle ferite riportate nella fuga dalla Russia.
Lavorò sulle teorie delle funzioni intere e le serie di Dirichlet.
Ottenne nel 1935 la Medaglia dei XL per la Matematica dall'Accademia nazionale delle scienze.